# Velhartice
Velhartice (en allemand : Wellartitz, précédemment : Welhartitz) est une commune du district de Klatovy, dans la région de Plzeň, en République tchèque. Sa population s'élevait à 841 habitants en 2021.

## Géographie
Velhartice se trouve à 17 km au sud-est de Klatovy, à 53 km au sud de Plzeň et à 118 km au sud-ouest de Prague.
La commune est limitée par Kolinec au nord, par Mokrosuky à l'est, par Hlavňovice au sud et par Čachrov et Běšiny à l'ouest.

## Histoire
La première mention écrite du village date de 1318.

## Administration
La commune se compose de onze sections :
- Braníčkov
- Drouhavec
- Hory Matky Boží
- Chotěšov
- Jarkovice
- Konín
- Nemilkov
- Radvanice
- Stojanovice
- Tvrdoslav
- Velhartice

## Galerie

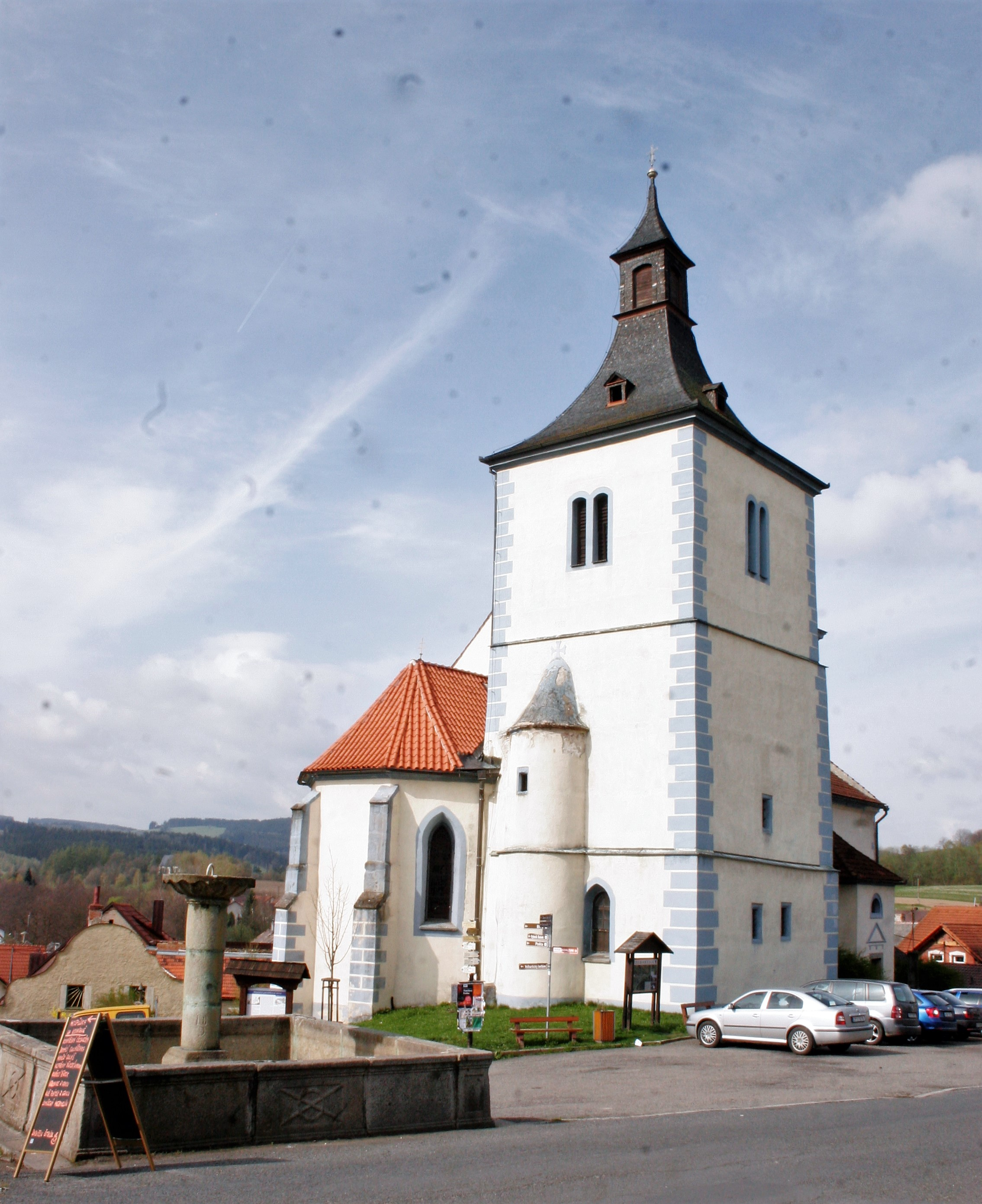
Église de la Nativité de la Vierge Marie.
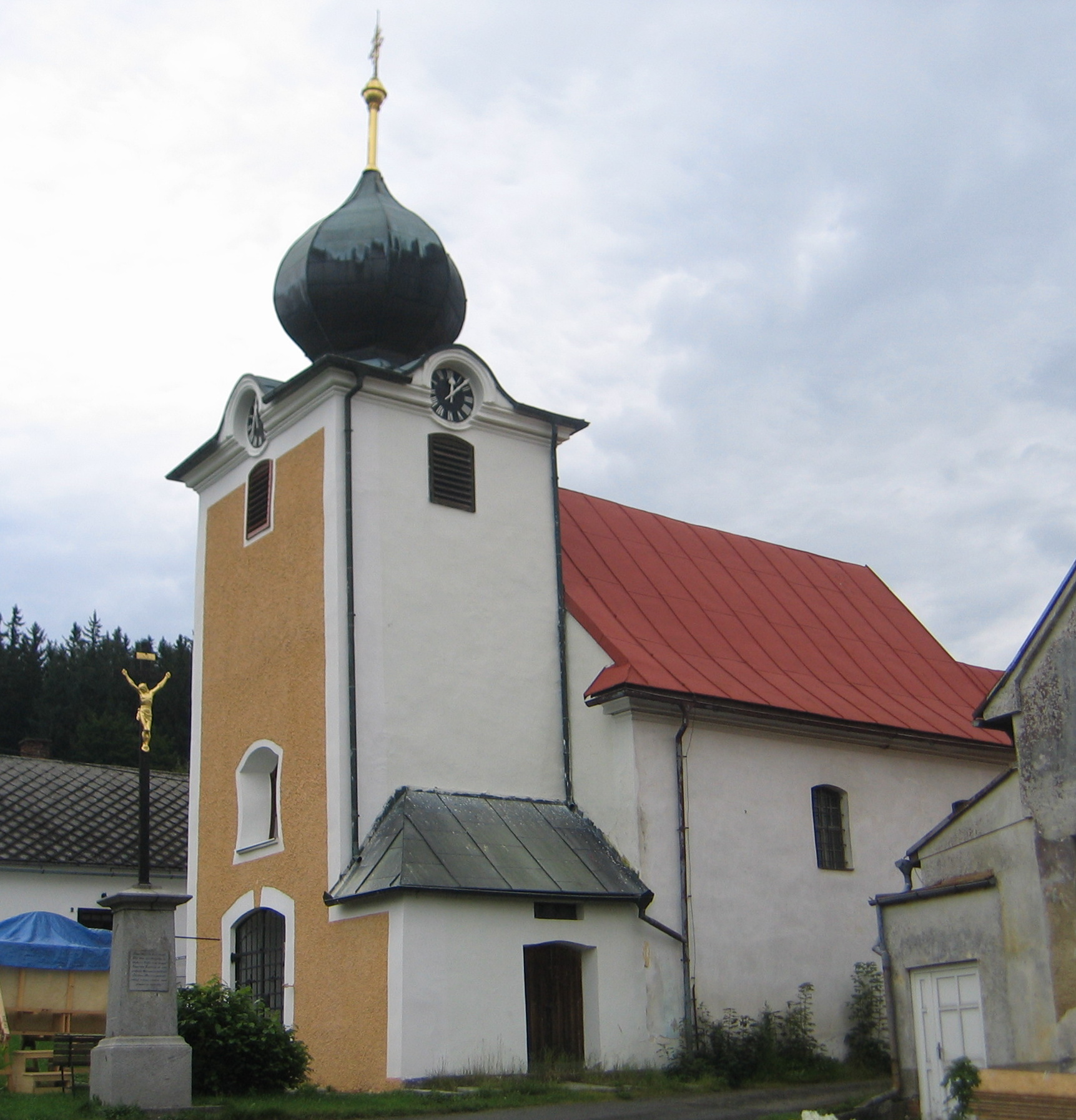
Église à Hory Matky Boží.
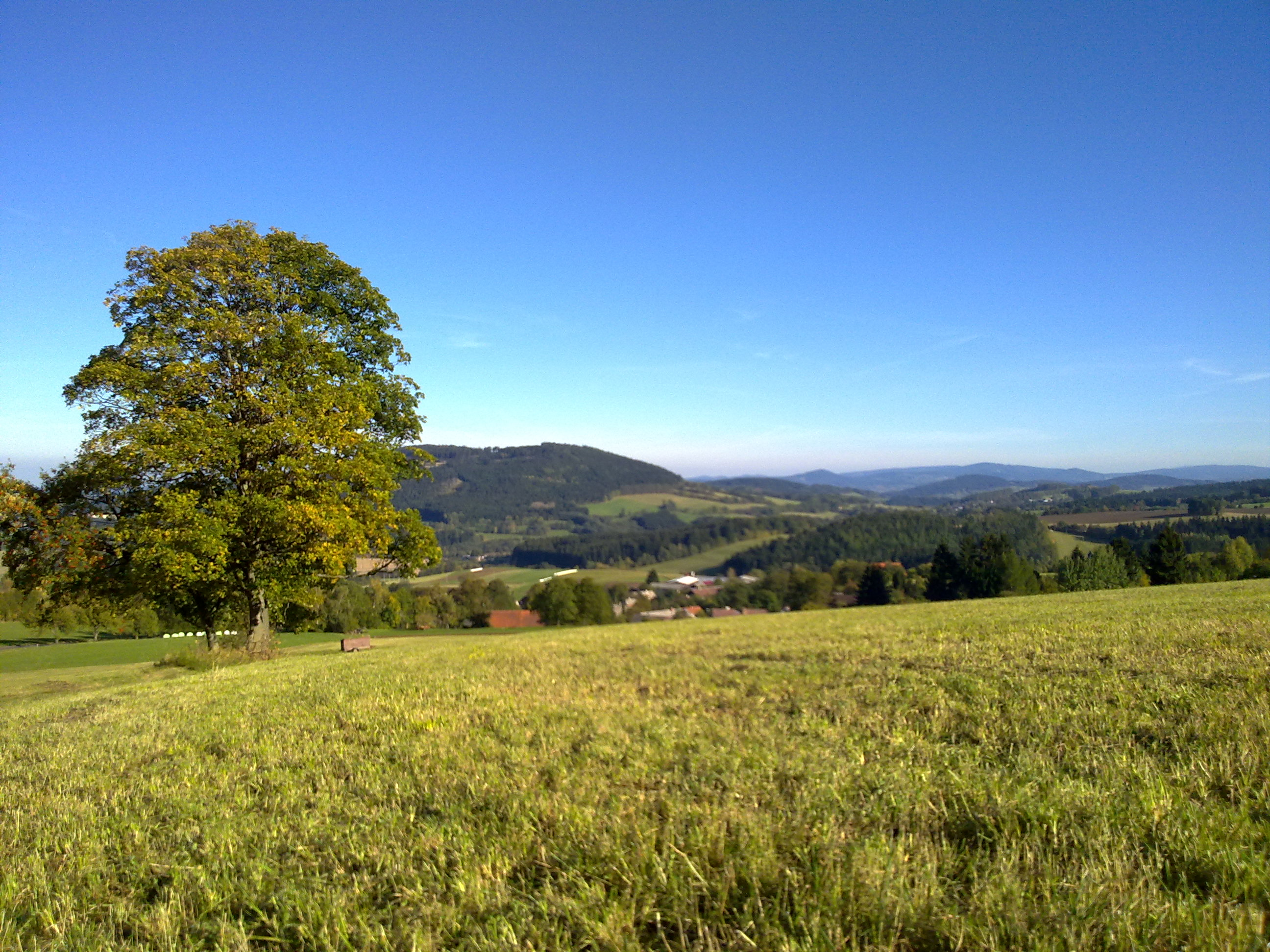
Chotěšov.

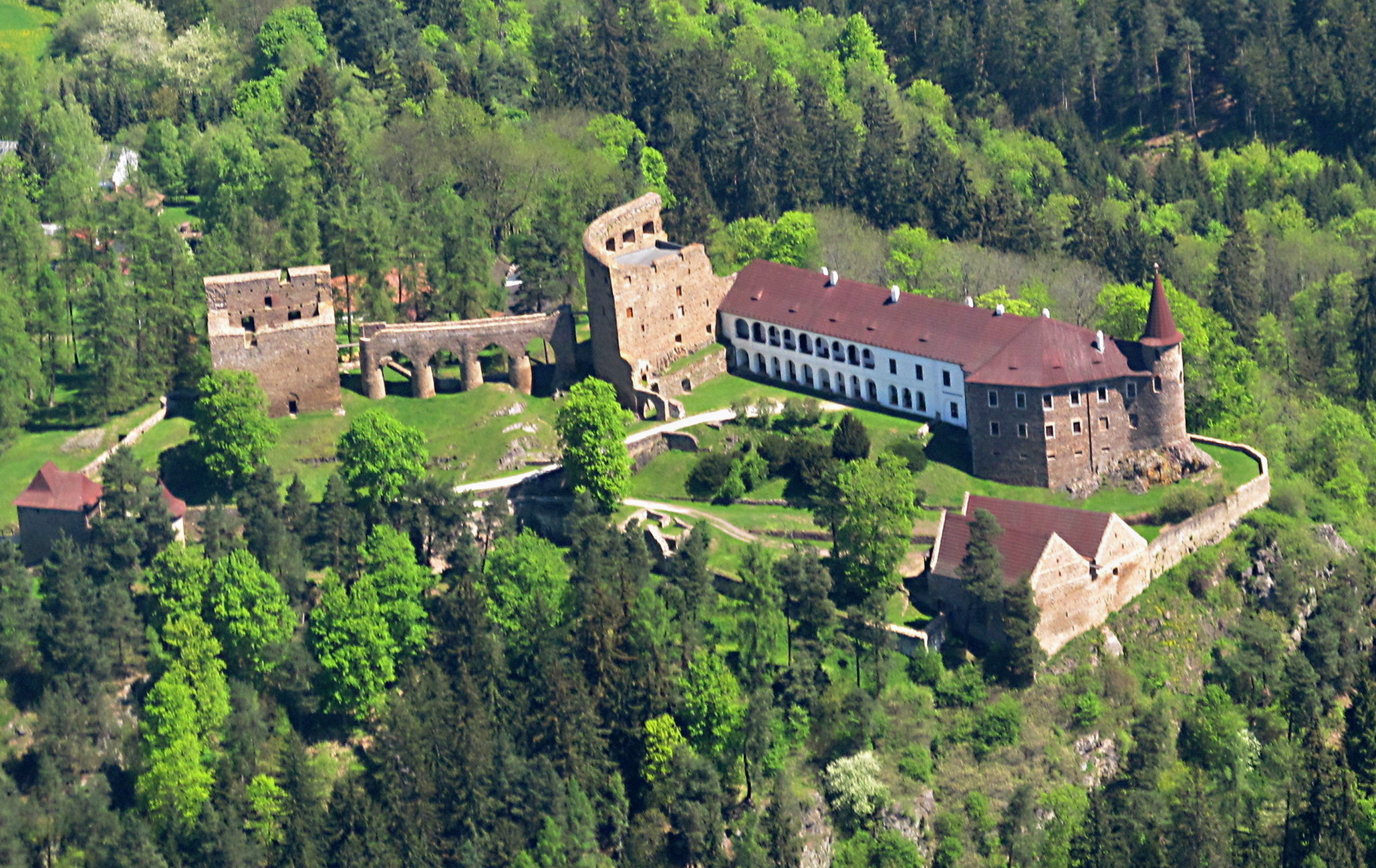
Château de Velhartice.
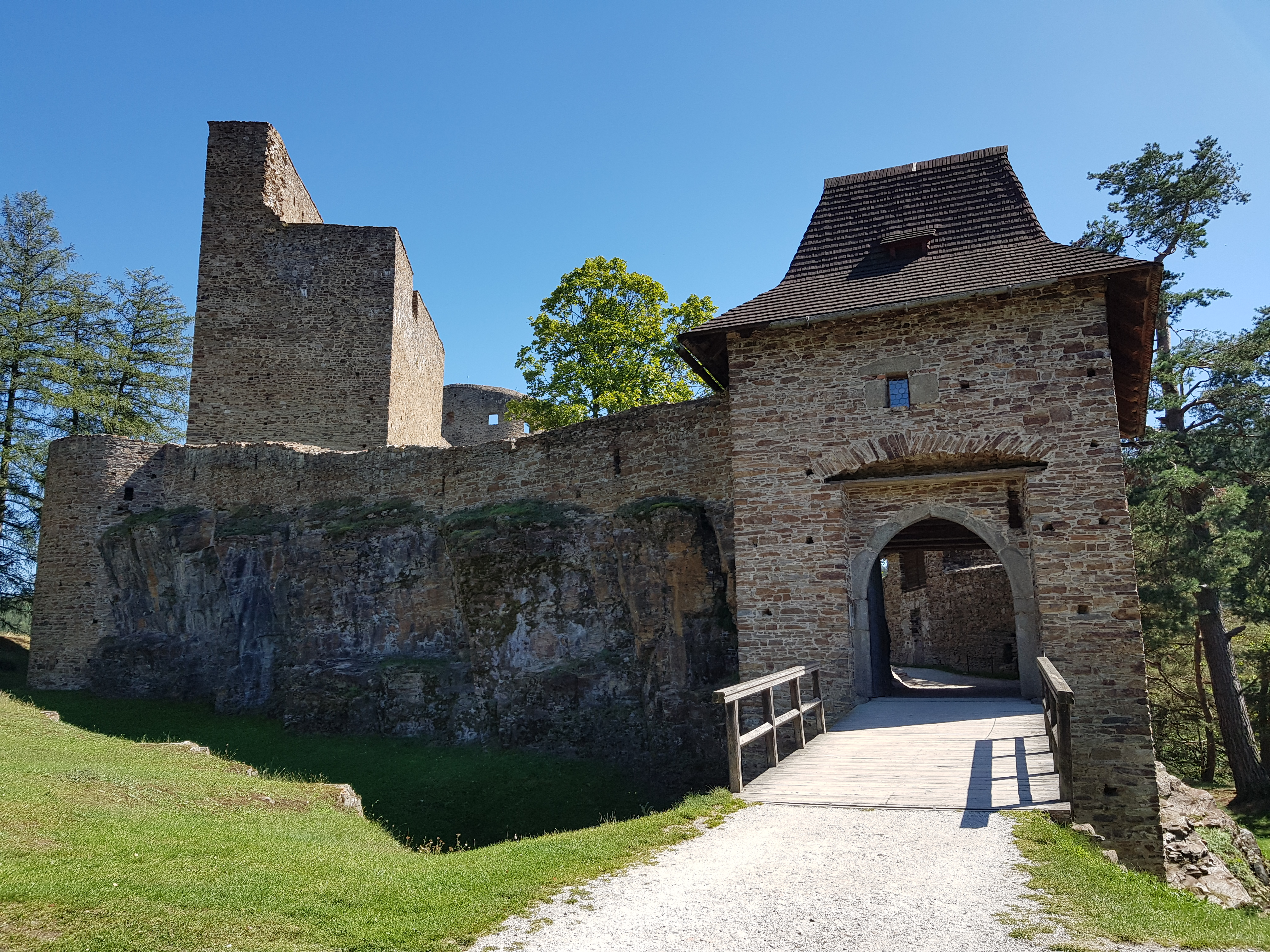
Entrée du château.

## Transports
Par la route, Velhartice se trouve à 14 km de Sušice, à 19 km de Klatovy, à 62 km de Plzeň et à 141 km de Prague.